# Chileväppling
Chileväppling (Acmispon subpinnatus) är en ärtväxtart som först beskrevs av Mariano Lagasca y Segura, och fick sitt nu gällande namn av Dmitry Dmitrievich Sokoloff. Enligt Catalogue of Life ingår Chileväppling i släktet chileväpplingar och familjen ärtväxter, men enligt Dyntaxa är tillhörigheten istället släktet chileväpplingar och familjen ärtväxter. Arten förekommer tillfälligt i Sverige, men reproducerar sig inte. Inga underarter finns listade i Catalogue of Life.